# Kiss Land
Kiss Land es el título del primer álbum de estudio del cantante canadiense The Weeknd. Fue lanzado en los Estados Unidos el 10 de septiembre de 2013, por XO y Republic Records. Kiss Land fue apoyado por seis sencillos: «Kiss Land», «Belong to the World», «Love in the Sky», «Live For», «Pretty» y «Wanderlust». La única aparición especial del álbum es de su frecuente colaborador Drake. La producción del álbum fue manejada principalmente por Danny Boy Styles, The Weeknd y Jason "DaHeala" Quenneville.
Tras su lanzamiento, Kiss Land recibió críticas generalmente positivas de los expertos. En Metacritic, el álbum recibió una puntuación media de 65, basado en 31 opiniones. El álbum debutó en el número 2 en el Billboard 200, vendiendo 95.000 copias en su primera semana. A partir de agosto de 2015, el álbum ha vendido 273.000 copias en los Estados Unidos.

## Antecedentes
El 17 de marzo de 2013, The Weeknd anunció que su álbum de debut sería titulado Kiss Land. En julio de 2013, Amazon.com reveló que el álbum sería lanzado el 27 de agosto de 2013. El 22 de julio del mismo año, se anunció que el álbum sería pospuesto, es decir del 27 de agosto al 10 de septiembre. En julio de 2013, durante una entrevista con ‹Complex›, The Weeknd describió el álbum, diciendo:
Kiss Land simboliza la vida del tour, pero es un mundo que creé en mi cabeza. Al igual que House of Balloons simbolizó Toronto y mis experiencias allí, pero es un mundo que he creado. Cuando pienso en Kiss Land, pienso en un lugar aterrador. Es un lugar en el que nunca he estado antes, con el que estoy muy poco familiarizado. Muchos de ellos están inspirados por cineastas como John Carpenter, David Cronenberg y Ridley Scott, porque saben capturar el miedo. Eso es lo que Kiss Land es para mí, un ambiente de miedo. No sé quién soy ahora y estoy haciendo todas estas cosas descabelladas en estos entornos que no conozco. Para mí, es lo más aterrador de mi vida. Así que cuando escuchas los gritos en el disco y escuchas todas estas referencias de horror y te sientes asustado, escucha la música porque quiero que sientas lo que estoy sintiendo. Kiss Land es como una película de terror.
También explicó el segundo sencillo del álbum «Belong to the World», diciendo: "Belong to the World" es acerca de enamorarse de la persona equivocada. Hay algunas canciones en las que hablo de la misma persona, pero me gusta hacer cada canción de otra persona.Thursday es un álbum conceptual. Cualquiera que sea esa situación, pasé todo el álbum enfocándome en esa situación". También explicó de dónde provino el título Kiss Land, diciendo:" No quería llamarlo Dark World o algo tan genérico. El título provino de una conversación que oí y esas palabras me apoderaron. Alguien dijo, "Kiss Land" y pensé: "Ese será el título de mi álbum". Suena tan ridículo. Cuando puse el título todo el mundo era como, "¿Qué diablos? Esto va a ser cursi, serán puras canciones acarameladas". El 21 de julio de 2013, la portada del álbum fue lanzada. El 1 de septiembre de 2013, el álbum entero estuvo disponible por streaming en NPR Music.

## Sencillos
El 17 de mayo de 2013, el primer sencillo «Kiss Land» fue lanzado. El 25 de junio de 2013, fue lanzado su videoclip. El 15 de julio de 2013, fue lanzado el video musical del segundo sencillo «Belong to the World» . La cual se lanzó al día siguiente, el 16 de julio de 2013. El 30 de julio de 2013, se estrenó el video musical y se lanzó el sencillo «Love in the Sky».
El 30 de julio de 2013, "Love in the Sky" fue lanzado digitalmente como el tercer sencillo de Kiss Land. El 20 de agosto de 2013, la pista «Live For», que cuenta con Drake, fue enviada a las estaciones de radio de música urbana contemporánea y fue lanzado junto con la pre-orden del álbum en la iTunes Store. Fue lanzado como sencillo digital tres días más tarde, seguido de su video musical el 11 de septiembre. En octubre de 2013, «Pretty» fue enviada a los servicios de la radio urbana contemporánea en los Estados Unidos. El 20 de septiembre de 2013, el video musical de «Pretty» se estrenó el Vevo. «Wanderlust» fue lanzado como el sexto sencillo en el Reino Unido el 31 de marzo de 2014.

## Recepción

### Comercial
Kiss Land debutó en el número dos de la lista estadounidense Billboard 200, vendiendo 95.000 copias, solo dos mil ejemplares por debajo de «Fuse» de Keith Urban, que se llevó el primer lugar esa semana. A partir de agosto de 2015, el álbum ha vendido 273.000 copias en los Estados Unidos.

### Crítica
Tras su lanzamiento, Kiss Land recibió opiniones generalmente positivas de los críticos. En ‹Metacritic›, que asigna una calificación normalizada de 100 a comentarios de la prensa común, el álbum recibió una puntuación media de 65, basado en 31 opiniones. Chris Payne de ‹Billboard› declaró: "Hay algo digno de oírse en los audífonos de alta calidad, que no está tan lejos del mixtape Trilogy de Tesfaye, pero con un toque dramático". En una revisión de ‹Clash›, Grant Brydon señaló que "En lugar de actualizar la condición de álbum de estudio, de solo la contratación de un elenco de estrellas de colaboradores, "Kiss Land" pega a la conocida fórmula de 10 pistas, como en los mixtapes, con una sola aparición especial de su colaborador anterior, Drake. Tesfaye no ha recurrido a trucos para "Kiss Land" en su lugar, se las ha arreglado para trascender sus esfuerzos anteriores por medio de la escala los sonidos y el simple mantenimiento de la calidad de esta excelentegrabación". En una revisión más crítica, Anupa Mistry de ‹Spin› le dio al álbum un siete de diez, diciendo que "Kiss Land" suena mejor que su mezcla anterior en «Echoes of Silence», no hay nada dramáticamente diferente. Y de esa forma, el tipo de Toronto, que creó un cambio, está diciendo que va a cambiar de nuevo cuando esté listo". Andy Kellman de ‹Allmusic› le dio dos y media estrellas de cinco, diciendo "Kiss Land es más personal, más humano, y tendrá a sus fanes, más cerca de él. El rango vocal ligeramente más ancho y expresividad adicional no hacen daño a su causa. Para aquellos que no están adentrados en el mundo de Tesfaye, esto les parecerá sin rumbo más o menos como insoportable y tan sombrío como el material anterior. "
Jesse Cataldo de ‹Slant Magazine› le dio dos de cinco estrellas, diciendo "La música nunca está a la altura conceptual, y el álbum con demasiada frecuencia se conforma con adormecer telones de fondo, con canciones como «Belong to the World» y «Wanderlust» que se asemeja a personificaciones de la época del álbum Bad, de Michael Jackson. " Ian Cohen, de ‹Pitchfork Media› le dio un 6.2 sobre 10, diciendo "Kiss Land es técnicamente el cuarto álbum de The Weeknd en dos años y medio, y sin la innovación, vuelve a su obra anterior, todo lo que puede reunir en reacción a su visión del mundo, la misma que ha sido entregada en varias ocasiones sin variación, es decir, "Tal vez usted es, hombre." lo que en cierto modo, lo defiende: Kiss Land suena que cada bit está tan aislado, tal y como se siente Tesfaye". August Brown, de ‹Los Angeles Times› le dio tres estrellas y media de cuatro, diciendo:" Para que sea un acto fundado en el anonimato y en la reserva, resulta que es el trabajo más convincente de The Weeknd, es su propio despliegue de arte como una estrella y un narrador. "Kiss Land" es un lugar difícil para visitar. Pero, de nuevo, cuando se trata de sexo y la soledad, todos hemos estado allí". Omar Burgess de ‹HipHopDX› le dio tres de cinco estrellas, diciendo" Este disco es un paso pulido, con un código de barras lateral de acompañamiento para los fanáticos de The Weeknd. Y los de afuera que buscan comprender su atractivo es probable que se descarguen los tres mixtapes que precedieron al álbum".
Sean Delanty de ‹Mix Tapes Tiny› le dio al álbum dos estrellas de cinco, diciendo: "De esta manera, este trabajo de Tesfaye es bastante inescrutable, un lío de difícil sentido. Y aún más difícil comprometerse sinceramente con sus palabras, una reflexión observa desde el final de la canción que da el título al disco". Esto no es nada de lo que dicen, de lo que han intentado decir". Corey Beasley de ‹PopMatters› le dio un cinco de diez, diciendo: "Es fácil coger el camino que Kiss Land intenta convertir el tedioso afterparty de Trilogy en una pantalla grande, en la carretera, un melodrama (algo así como solo Dios perdona). Aun así, los golpes parecen medio retirados, y la producción se desliza por y sin mucho impacto". Mike Madden de ‹Consequence of Sound› le dio un C +, diciendo" Aparte de sus suaves resbalones líricos, Kiss Land no tiene realmente ninguna deficiencia relativa, solo si tenemos en cuenta las emociones que ocasionaba su lanzamiento en 2011. A sus 23 años de edad, Tesfaye esta casi seguro de que va hacer una mejor grabación. Por ahora, Kiss Land funciona bien como uno de los comunicados de pop más audaz del año". Julia Leconte de ‹Now› le dio cuatro de cinco estrellas, diciendo "Kiss Land es una prueba para los escépticos. The Weeknd puede ser, o no, una estrella. Y su voz. Oh, que delicioso falsete. Incluso siete minutos y medio no son suficientes". Stephen Carlick de ‹Exclaim!› le dio un seis de diez, diciendo" El último esfuerzo de The Weeknd es un poco de todo, pero puedo decir que Abel Tesfaye está descansando en sus laureles. Mientras que muchos criticaron sus segundos dos mixtapes, Thursday y Echoes of Silence, por ser unas mediocres reiteraciones de lo que hizo tan perfectamente en House of Balloons, Kiss Land es otra cosa más que un neumático reparado. "

### Premios
Nick Catucci de Entertainment Weekly lo nombró el quinto mejor álbum de 2013 diciendo: "Un viaje de cabeza de casi una hora, en la que la obsesión sexual, la traición, la adicción y graves problemas de confianza se enredan como miembros menores de las sábanas de seda del delicado falsete de Tesfaye. - y la oscuridad, distintamente de los años 80, la guitarra y el sintetizador de sonidos - que envuelve a todos los demás sitios es una experiencia extrañamente estimulante, con el efecto adicional de querer patear, alentado por perfiles alegres de citas en línea.

## Lista de Canciones
| Edición Estándar |                              |                                                                                        |                                                        |          |  |
| N.º              | Título                       | Escritor(es)                                                                           | Producer(s)                                            | Duración |  |
| 1.               | «Professional»               | Abel Tesfaye Danny Schofield*Ahmad Balshe Jason "DaHeala" Quenneville Harry Fraud      | Danny Boy Styles The Weeknd Quenneville Harry Fraud    | 6:08     |  |
| 2.               | «The Town»                   | Tesfaye Schofield Balshe Quenneville                                                   | Danny Boy Styles The Weeknd Quenneville                | 5:07     |  |
| 3.               | «Adaptation»                 | Tesfaye Schofield Balshe Quenneville Gordon Sumner                                     | Danny Boy Styles The Weeknd Quenneville                | 4:43     |  |
| 4.               | «Love in the Sky»            | Tesfaye Schofield Balshe Quenneville Richard Munoz                                     | Danny Boy Styles The Weeknd Quenneville                | 4:27     |  |
| 5.               | «Belong to the World»        | Tesfaye Schofield Balshe Quenneville Beth Gibbons Geoff Barrow                         | Danny Boy Styles The Weeknd Quenneville                | 5:07     |  |
| 6.               | «Live For» (featuring Drake) | Tesfaye Aubrey Graham Schofield Balshe Quenneville                                     | Danny Boy Styles The Weeknd Quenneville                | 3:44     |  |
| 7.               | «Wanderlust»                 | Tesfaye Schofield Balshe Quenneville Munoz Joseph Bostani Selfia Musmin Albert Tamaela | Danny Boy Styles The Weeknd Quenneville                | 5:06     |  |
| 8.               | «Kiss Land»                  | Sébastien Tellier                                                                      | Silkky Johnson The Weeknd Danny Boy Styles Quenneville | 7:35     |  |
| 9.               | «Pretty»                     | Tesfaye Schofield Brandon "Bizzy" Hollemon Quenneville Ricky Hilfiger                  | Danny Boy Styles The Weeknd Quenneville Hollemon       | 6:15     |  |
| 10.              | «Tears in the Rain»          | Tesfaye Schofield Balshe Quenneville                                                   | Danny Boy Styles The Weeknd Quenneville                | 7:26     |  |

| iTunes bonus tracks |                                 |                   |          |  |
| N.º                 | Título                          | Producer(s)       | Duración |  |
| 11.                 | «Wanderlust (Pharrell Remix)»   | Pharrell Williams | 5:07     |  |
| 12.                 | «Odd Look» (featuring Kavinsky) | Sebastian         | 4:12     |  |

## Personal
- The Weeknd – productor ejecutivo, instrumentación, artista principal, productor[49]
- Drake – artista invitado[49]
- Danny Boy Styles – ingeniero, instrumentación, productor[49]
- Jason Quenneville – compositor, ingeniero, instrumentación, productor[49]
- Pharrell Williams – compositor, productor[50]
- Kavinsky – instrumentación, artista principal, productor[51]
- Andrew Coleman – arreglos, edición digital, ingeniero[52]
- Mike Larson – arreglista, edición digital[53]
- Nick Valentin – asistente de ingeniero[54]
- Manny Marroquin – remezclas[49]

## Listas
| Lista (2013)                            | Mejor posición |
| --------------------------------------- | -------------- |
| Australia (ARIA)                        | 30             |
| Australian Urban Albums Chart           | 4              |
| Bélgica (Ultratop Flandes)              | 50             |
| Bélgica (Ultratop Valonia)              | 41             |
| Canadian Albums (Nielsen SoundScan)     | 2              |
| Dinamarca (Hitlisten)                   | 6              |
| Países Bajos (Album Top 100)            | 52             |
| Alemania (Media Control Charts)         | 93             |
| Francia (SNEP)                          | 93             |
| Noruega (VG‑lista)                      | 25             |
| Scottish Albums (OCC)                   | 38             |
| Suiza (Schweizer Hitparade)             | 62             |
| Suecia (Sverigetopplistan)              | 60             |
| Reino Unido (UK Albums Chart)           | 12             |
| UK R&B Albums Chart                     | 1              |
| Estados Unidos (Billboard 200)          | 2              |
| Estados Unidos (Top R&B/Hip-Hop Albums) | 1              |

| Lista (2013)              | Posición |
| ------------------------- | -------- |
| US Billboard 200          | 151      |
| US Top R&B/Hip-Hop Albums | 35       |
| US Top R&B Albums         | 12       |

## Certificaciones
| Canadá | Music Canada | Oro | 40 000^ | — | [ 75 ] |